# Seven de Francia
El Seven de Francia fue un torneo masculino de selecciones de rugby 7 que se realizó en Francia desde el año 2000 como parte de la Serie Mundial de Rugby 7.
Se realiza en el Estadio Ernest-Wallon de la ciudad de Tolosa.

## Palmarés
| Año  | Campeón       | Marcador final | Subcampeón    |
| ---- | ------------- | -------------- | ------------- |
| 1996 | Fiyi          | 38–19          | Francia       |
| 1997 | Fiyi          | 13–7           | Nueva Zelanda |
| 1998 | Australia     | 33–26          | Nueva Zelanda |
| 1999 | Nueva Zelanda | 36–26          | Francia       |
| 2000 | Nueva Zelanda | 69-10          | Sudáfrica     |
| 2004 | Nueva Zelanda | 28-19          | Inglaterra    |
| 2005 | Francia       | 28-19          | Fiyi          |
| 2006 | Sudáfrica     | 33-12          | Samoa         |
| 2016 | Samoa         | 29-26          | Fiyi          |
| 2017 | Sudáfrica     | 15-5           | Escocia       |
| 2018 | Sudáfrica     | 24-14          | Inglaterra    |
| 2019 | Fiyi          | 35-24          | Nueva Zelanda |
| 2022 | Fiyi          | 29-17          | Irlanda       |

## Posiciones
Número de veces que las selecciones ocuparon cada posición en todas las ediciones.
| Equipo        | Campeón | 2º puesto |
| ------------- | ------- | --------- |
| Sudáfrica     | 3       | 1         |
| Fiyi          | 2       | 2         |
| Nueva Zelanda | 2       | 1         |
| Samoa         | 1       | 1         |
| Francia       | 1       |           |
| Inglaterra    |         | 2         |
| Escocia       |         | 1         |
| Irlanda       |         | 1         |